# Joppa maculicornis
Joppa maculicornis är en stekelart som beskrevs av Cameron 1884. Joppa maculicornis ingår i släktet Joppa och familjen brokparasitsteklar. Inga underarter finns listade i Catalogue of Life.